# Cixius turkestanica
Cixius turkestanica är en insektsart som beskrevs av Dubovskii 1966. Cixius turkestanica ingår i släktet Cixius och familjen kilstritar. Inga underarter finns listade i Catalogue of Life.